# Кодування (телекомунікації)

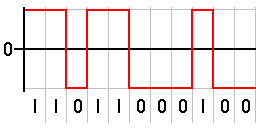
Кодування NRZ

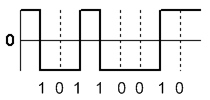
Кодування NRZI

Кодування Manchester

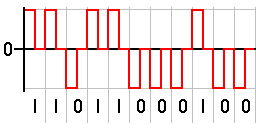
Кодування RZ

Кодування MLT3

Кодування — перетворення вхідного коду, який може бути представлений послідовністю бітів, у вихідний код, який з відносно великою ймовірністю може бути переданий без втрат через телекомунікаційні мережі.

## Призначення
Необхідність кодування при передачі даних пов'язана з самою природою даних. Так, у випадку даних, що підряд містять кілька двійкових нулів або одиниць, за відсутності кодування потік даних містив би фрагмент з нулів або одиниць, тобто імпульс, довжина якого буде визначатись довжиною ланцюжка нулів або одиниць. При цьому передача даних без кодування вимагала б:
- надретельної синхронізації частот приймача та передавача (так, при передачі пакету довжиною 1 кБ або 8096[що?] біт, який містив би всі нулі або всі одиниці, точність синхронізації, згідно з теоремою Котельникова, мала б становити 1/(2*8096) або 0.006%);
- надширокої смуги пропускання телекомунікаційного каналу.

Саме тому в системах передачі даних застосовують кодування інформації з використанням кодів, що забезпечують самосинхронізацію передавача і приймача, яка досягається шляхом регулярних змін рівнів сигналу в каналі навіть у випадках передачі незмінних даних та/або додаванням спеціальних старт-стопових біт. Чим частіше відбуваються переходи рівня сигналу, тим надійніше здійснюється синхронізація приймача і впевненіше проводиться ідентифікація прийнятих бітів даних. Найкращими вважаються такі коди, які забезпечують перехід рівня сигналу не менше одного разу протягом інтервалу часу, необхідного на прийом одного інформаційного біта.

## Методи кодування

### Бінарне кодування
NRZ (англ. Non Return to Zero, без повернення до нуля) — найпростіший код, але має суттєвий недолік — наявність постійної складової, що унеможливлює забезпечення трансформаторної гальванічної розв'язки. Також потребує надійної високоякісної синхронізації частот приймача та передавача.
NZRI (англ. Non Return to Zero, Inverted, без повернення до нуля, інвертований) — теж саме, що NRZ, але значення бітів передаються не потенціалами, а змінами потенціалів. Як наслідок — дозволяє реалізувати гальванічну розв'язку.
Manchester — код з самосинхронізацією, логічному нулю відповідає зміна знаку в центрі біта в одному напрямку, логічній одиниці — в іншому.

### Тернарне кодування
RZ (англ. Return to Zero, з поверненням до нуля) — логічному нулю відповідає зміна знаку в центрі біта в одному напрямку, логічній одиниці — в іншому. При цьому біти передаються в різній полярності, завдяки чому кодування є більш стійким до зашумлення каналу передачі.
MLT-3 (англ. Multi-Level Transmit 3, багаторівневий транспортний 3) — є схожим з кодуванням NZRI, але використовує три рівні напруги.